# موتور محمد نمدادی‌فر چاه حسن
موتور محمد نمدادی‌فر چاه حسن یک منطقهٔ مسکونی در ایران است که در دهستان جازموریان واقع شده‌است. موتور محمد نمدادی‌فر چاه حسن ۴۷ نفر جمعیت دارد.